# Pericrocotus miniatus
El minivet de la Sonda (Pericrocotus miniatus) es una especie de ave paseriforme de la familia Campephagidae endémica del oeste de Indonesia.

## Distribución y hábitat
Se encuentra en las selvas tropicales húmedas de las montañas de Sumatra y Java.

## Enlaces externos

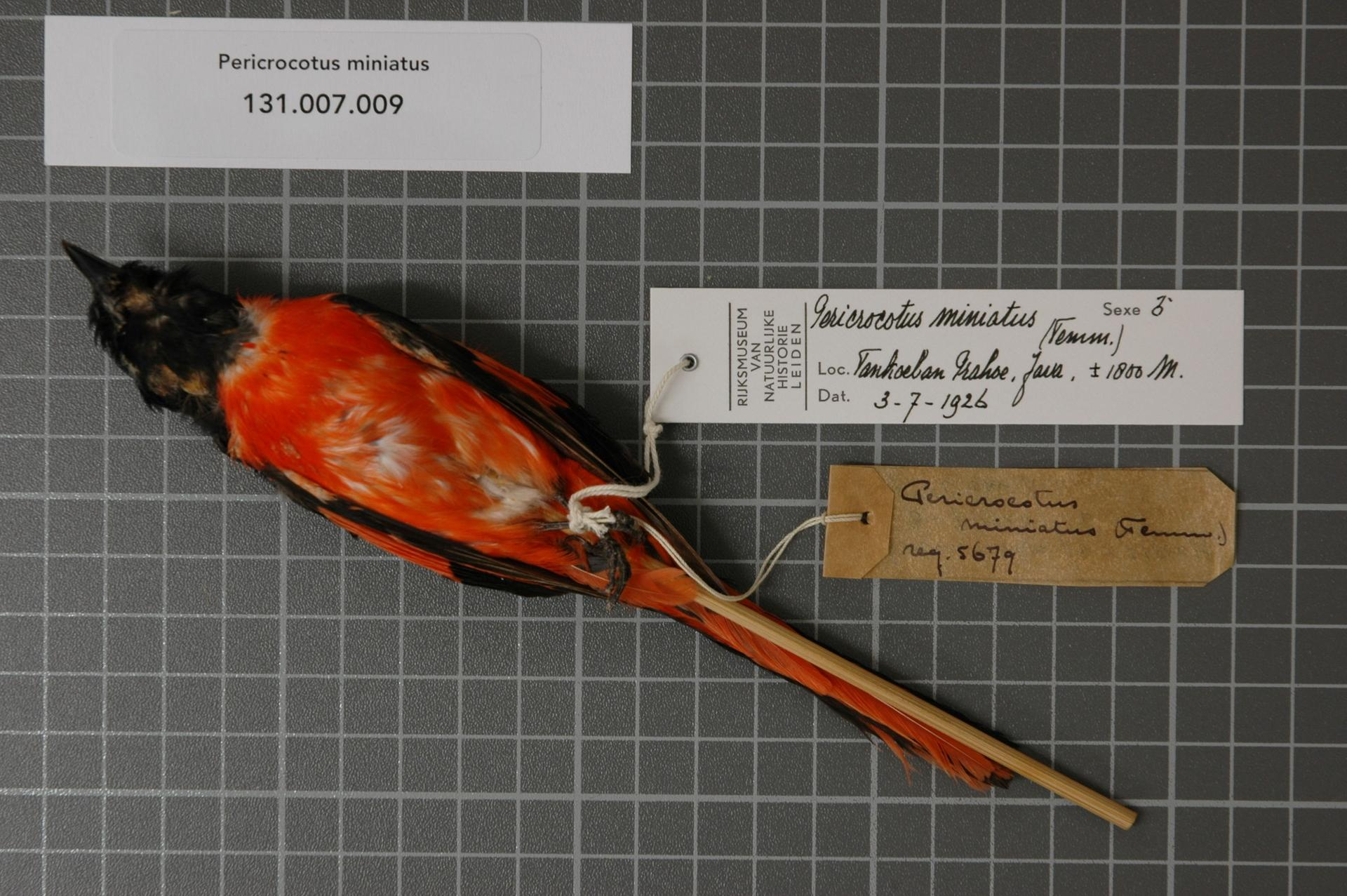
Masculino Pericrocotus miniatus (Temminck, 1822), Naturalis

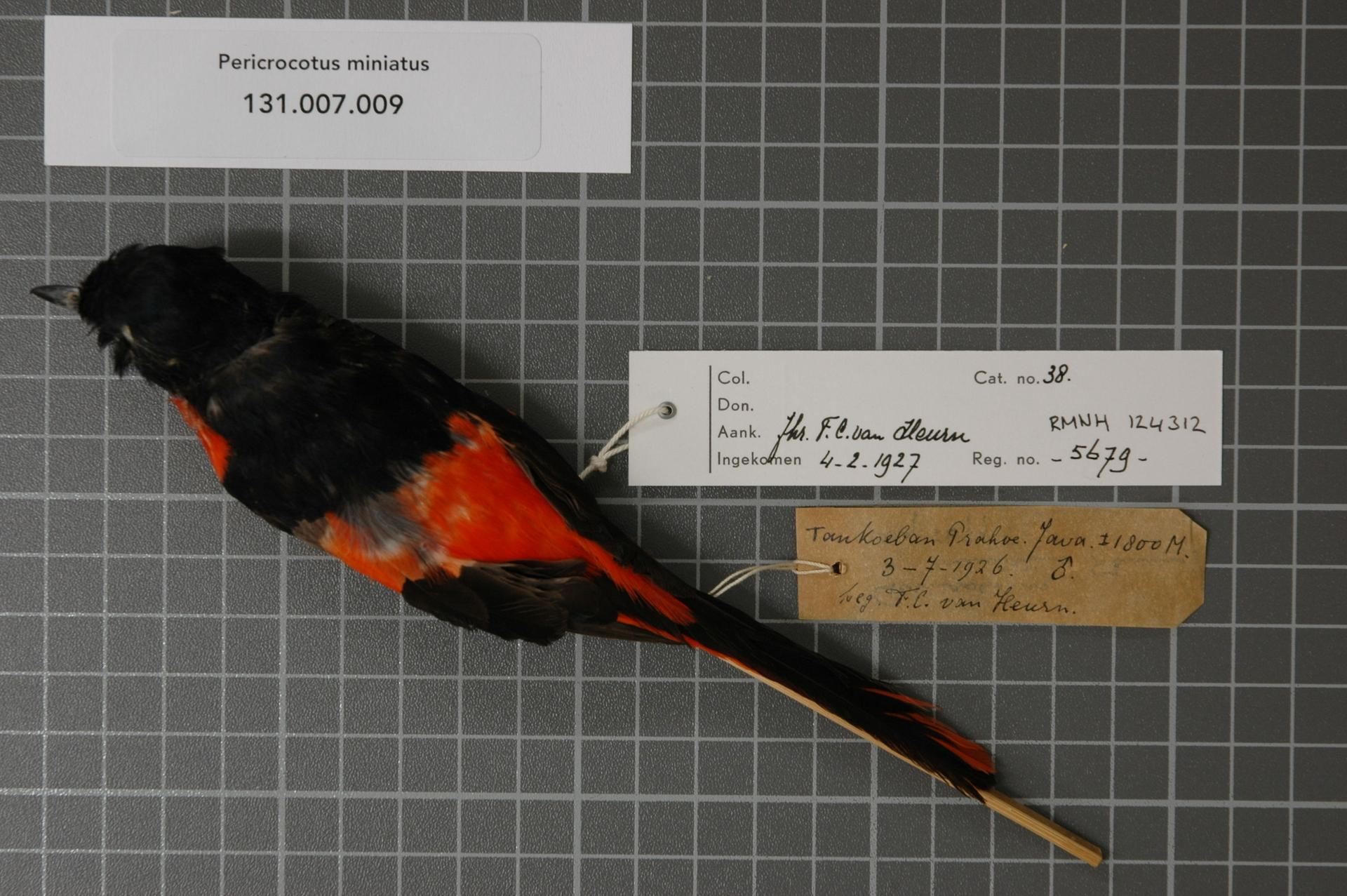
Mismo Pericrocotus miniatus (Temminck, 1822), otra vista